# Ectochela canina
Ectochela canina är en fjärilsart som beskrevs av Felder 1874. Ectochela canina ingår i släktet Ectochela och familjen nattflyn. Inga underarter finns listade i Catalogue of Life.